# Distretto di Gebze
Il distretto di Gebze (in turco Gebze ilçesi) è un distretto della provincia di Kocaeli, in Turchia.

## Geografia fisica
Il distretto si trova nell'estrema parte occidentale della provincia di Kocaeli, al confine con la provincia di Istanbul. Confina con i distretti di Tuzla, Pendik, Şile e Körfez.

## Amministrazioni
Oltre a Gebze, comprendente anche i centri di Şekerpinar e Tavşancil e parte del comune metropolitano di Kocaeli, appartengono al distretto 18 villaggi.

### Comuni
- Gebze (centro)

### Villaggi
| - Ahatlı - Balçık - Cumaköy - Denizli - Duraklı - Elbizli | - Eskihisar - Hatipler - Kadıllı - Kargalı - Muallim - Mudarlı | - Mollafeneri - Ovacık - Pelitli - Tavşanlı - Tepepanayır - Yağcılar |